# Simpang Petai
Simpang Petai is een bestuurslaag in het regentschap Kampar van de provincie Riau, Indonesië. Simpang Petai telt 1226 inwoners (volkstelling 2010).